# Ángeles caídos (álbum)
Ángeles caídos es el tercer álbum de estudio de Attaque 77, editado en 1992.

## Grabación
Producido por Juanchi Baleiron (guitarrista de Los Pericos), quien ya había trabajado con la banda en el disco anterior, el álbum presenta un sonido más melódico que su predecesor El cielo puede esperar. Algunas canciones fueron presentadas en vivo entre 1990 y principios de 1992, y también incluye material que aparece en el primer demo de la banda "Más de un millón". Esta es la última grabación de Adrián Vera para el grupo, ya que abandono la banda al poco tiempo. El arte del disco fue realizado por Maitena Burundarena.
El único videoclip de este disco fue el de la canción que justamente le da título a este álbum, "Ángeles caídos".

## Lista de canciones
| #  | Canción             | Intérprete original y/o compositores | Duración |
| -- | ------------------- | ------------------------------------ | -------- |
| 1  | Ángeles caídos      | Vera                                 | 02:39    |
| 2  | Cuanta Cerveza      | Ciro Pertusi, Martínez               | 03:01    |
| 3  | Justicia            | Vera                                 | 03:28    |
| 4  | Lo que quieras      | Ciro Pertusi                         | 03:37    |
| 5  | ¿Cuál es el precio? | Ciro Pertusi                         | 04:00    |
| 6  | Dales libertad      | Ciro Pertusi                         | 02:20    |
| 7  | Muy sucio para vos  | Ciro Pertusi                         | 02:21    |
| 8  | Chicos y Perros     | Ciro Pertusi                         | 03:42    |
| 9  | Porque te vas       | José Luis Perales                    | 02:55    |
| 10 | America             | Ciro Pertusi                         | 03:58    |
| 11 | Como Billy The Kid  | Ciro Pertusi, Marinelli, Banks       | 03:21    |

## Créditos

### Attaque 77
- Ciro Pertusi: Voz.
- Mariano Martínez: Guitarra y coros.
- Adrián Vera: Bajo y coros.
- Leo De Cecco: Batería.

### Músicos invitados
- Diego Blanco: Teclados y piano.
- Federico Pertusi: Coros.
- Juanchi Baleiron: Guitarra rítmica y coros.
- Emilio Villanueva: Saxo.